# Коста Пергелов
Коста Димитров Пергелов е български икономист, считан за един от доайените на счетоводната наука и практика в България. Професор във Висшия икономически институт „Карл Маркс“.

## Биография
Роден е през 1921 г. в Ахтопол. Средното си образование получава в бургаската търговска гимназия. Висше образование завършва в специалността „Финанси“ във Висшето училище за финансови и административни науки (сега УНСС).
Автор е на повече от 100 публикации. Има издадени 17 книги, 18 учебника, много монографии, студии и научни доклади. Участвал е в много наши и международни престижни научни конференции и конгреси. В изследователска си дейност обръща особено внимание на произхода и историческото развитие на счетоводството и финансите, както и на необходимостта те да бъдат в съответствие с исторически детерминираните потребности на обществото. Има много голям принос в развитието на счетоводната практика в България.
Още през 1946 г. Коста Пергелов започва преподавателска дейност в Държавното висше училище за финансови и административни науки. Професор е от 1968 г., когато висшето училище, в което преподава, вече се нарича Висш икономически институт „Карл Маркс“. Там преподава дисциплините „Счетоводство на банките и бюджетните предприятия“ и „Счетоводство и анализ на баланса на предприятието“, а в Русенския университет – „Финанси на предприятието“, „Счетоводство“, „Анализ на банковата дейност“.
Умира на 86-годишна възраст. След смъртта му през 2008 г. неговата съпруга дарява 1100 тома от личната му библиотека на УНСС.